# Zakrzew (gromada w powiecie sochaczewskim)
Zakrzew (od 1 I 1969 Nowa Sucha) – dawna gromada, czyli najmniejsza jednostka podziału terytorialnego Polskiej Rzeczypospolitej Ludowej w latach 1954–1972.
Gromady, z gromadzkimi radami narodowymi (GRN) jako organami władzy najniższego stopnia na wsi, funkcjonowały od reformy reorganizującej administrację wiejską przeprowadzonej jesienią 1954 do momentu ich zniesienia z dniem 1 stycznia 1973, tym samym wypierając organizację gminną w latach 1954–1972.
Gromadę Zakrzew z siedzibą GRN w Zakrzewie utworzono – jako jedną z 8759 gromad na obszarze Polski – w powiecie sochaczewskim w woj. warszawskim, na mocy uchwały nr VI/10/4/54 WRN w Warszawie z dnia 5 października 1954. W skład jednostki weszły obszary dotychczasowych gromad Kozłów Szlachecki Nowy "B", Mizerka Nowa, Sucha Nowa, Sucha Stara, Szeligi, Zakrzew Górny, Żylin Nowy i Żylin Stary ze zniesionej gminy Kozłów Biskupi w tymże powiecie. Dla gromady ustalono 10 członków gromadzkiej rady narodowej.
31 grudnia 1959 do gromady Zakrzew przyłączono obszary zniesionych gromad: Okopy, Malesin (bez wsi Janówek Duranowski) i Braki (bez wsi Wesoła i Złota) w tymże powiecie, a także wieś Antoniew ze znoszonej gromady Erminów w tymże powiecie.
31 grudnia 1961 do gromady Zakrzew włączono wsie Nowy Białynin i Stary Białynin ze zniesionej gromady Jeżówka w tymże powiecie.
1 stycznia 1969 gromadę Zakrzew zniesiono, przenosząc siedzibę GRN z Zakrzewa do Nowej Suchej i zmieniając nazwę jednostki na gromada Nowa Sucha.